# 里德海崖
81°40′S 158°18′E / 81.667°S 158.300°E
里德海崖（英語：Reid Bluff）是南極洲的海崖，位於奧次地，處於唐納利冰川源頭，屬於邱吉爾山脈的一部分，海拔高度2,040米，現時由南極條約體系管理。